# Зачинщики (фильм, 2024)
«Зачинщики» (англ. The Instigators) — американский художественный фильм 2024 года режиссёра Дага Лаймана. Главные роли в нём сыграли Мэтт Деймон и Кейси Аффлек. Премьера фильма состоялась на сервисе Apple TV+.

## Сюжет
Криминальный авторитет средней руки нанимает новичков-неудачников чтобы ограбить коррумпированного мэра Бостона в день выборов. Разумеется, всё с самого начала идёт не по плану. Двоим грабителям удаётся сбежать с места преступления, но теперь за ними охотится и полиция, и заказчик. А помогать им, вольно или невольно, приходится врачу-психотерапевту одного из героев, бывшего морпеха Рори (Мэтт Деймон).

## В ролях
- Мэтт Деймон — Рори
- Кейси Аффлек — Кобби
- Хонг Чау — доктор Донна Ривер
- Пол Уолтер Хаузер — Бух
- Майкл Стулбарг — мистер Бесегай
- Винг Рэймс — Фрэнк Туми
- Альфред Молина — Ричи Дечико
- Тоби Джонс — Алан Флинн
- Джек Харлоу — Скалво
- Рон Перлман — мэр Мичелли
- Андре де Шилдс {en} — мистер Келли
- Тоби Онвумере — Джон Уэйн
- Роб Гронковски в роли самого себя
- Ронни Чо — Марк Чои
- Скаут Баcкус — Колани

## Создание и релиз
Производством фильма занималась кинокомпания Artists Equity, созданная Беном Аффлеком и Мэттом Дэймоном. Сценарий был написан Чаком Маклином, Аффлек стал соавтором идеи фильма. Права на распространение фильма приобрела компания Apple Original Films. На главные роли были утверждены Мэтт Деймон и Кейси Аффлек. 28 февраля к актёрскому составу присоединилась Хонг Чау, а в марте — Пол Уолтер Хаузер, Майкл Стулбарг, Винг Реймс, Альфред Молина и Рон Перлман.
Съёмки начались в марте 2023 года в Бостоне.
Фильм вышел в ограниченный прокат в США 2 августа 2024. 9 августа состоялась его премьера на Apple TV+